# Raoul Roret

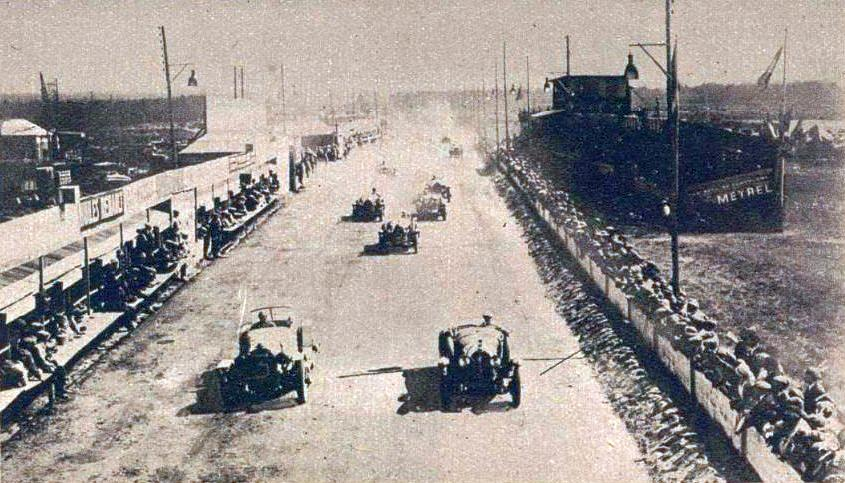
Start zum 24-Stunden-Rennen von Le Mans 1924

Raoul Roret bzw. Paul Roret war ein französischer Autorennfahrer.

## Karriere als Rennfahrer
Raoul Roret fuhr in seiner Karriere einmal das 24-Stunden-Rennen von Le Mans, das im Mai 1923 zum ersten Mal ausgetragen worden war. Roret startete 1924, als das Rennen wegen des schlechten Wetters im Vorjahr am später traditionellen Termin im Juni stattfand. Er bestritt das Rennen gemeinsam mit Gabriel Hatton auf einem Alba mit 1,5-Liter-4-Zylinder-Reihenmotor. Das Duo wurde wegen zu geringer zurückgelegter Distanz nicht gewertet.

## Statistik

### Le-Mans-Ergebnisse
| Jahr | Team                                     | Fahrzeug        | Teamkollege    | Platzierung     | Ausfallgrund |
| ---- | ---------------------------------------- | --------------- | -------------- | --------------- | ------------ |
| 1924 | Constructions Métallurgiques Usines Alba | Alba S4 10/12CV | Gabriel Hatton | nicht klassiert |              |